# NGC 5859
NGC 5859 est une vaste (?) galaxie spirale barrée située dans la constellation du Bouvier. Sa vitesse par rapport au fond diffus cosmologique est de 4 925 ± 12 km/s, ce qui correspond à une distance de Hubble de 72,6 ± 5,1 Mpc (∼237 millions d'al). NGC 5859 a été découverte par l'astronome germano-britannique William Herschel en 1788.

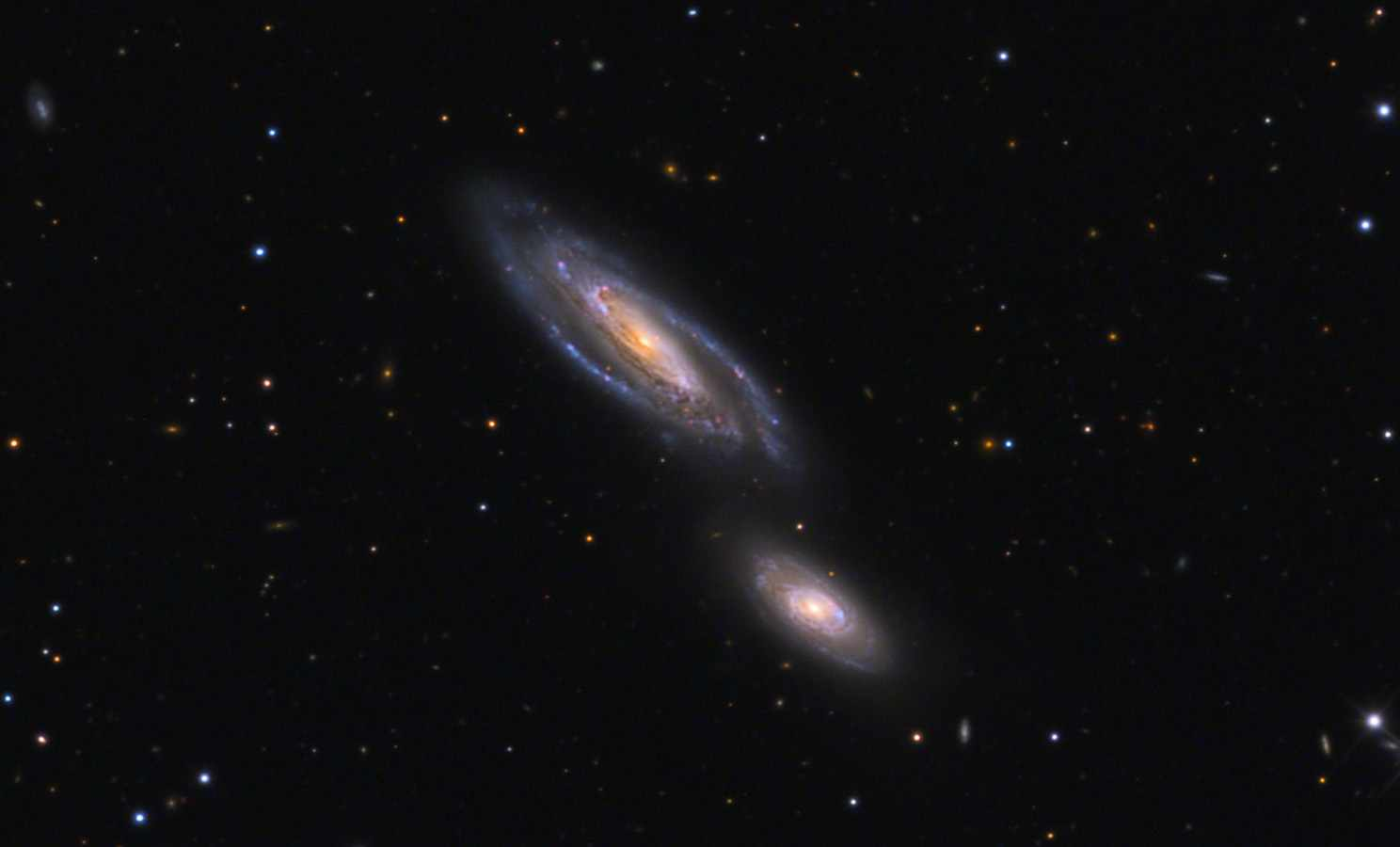
Le couple de galaxies NGC 5857 (en bas) et NGC 5859 (Adam Block (Observatoire du mont Lemmon/Université de l'Arizona)).

La classe de luminosité de NGC 5859 est II-III et elle présente une large raie HI. Selon la base de données Simbad, NGC 5859 est une galaxie LINER, c'est-à-dire une galaxie dont le noyau présente un spectre d'émission caractérisé par de larges raies d'atomes faiblement ionisés.
À ce jour, neuf mesures non basées sur le décalage vers le rouge (redshift) donnent une distance de 40,833 ± 5,176 Mpc (∼133 millions d'al), ce qui est loin à l'extérieur des valeurs de la distance de Hubble. Cette valeur placerait NGC 5859 en dehors du groupe qui porte son nom. Elle est probablement loin de la distance réelle de cette galaxie. Notons que c'est avec la valeur moyenne des mesures indépendantes, lorsqu'elles existent, que la base de données NASA/IPAC calcule le diamètre d'une galaxie et qu'en conséquence le diamètre de NGC 5859 pourrait être d'environ 63,4 kpc (∼207 000 al) si on utilisait la distance de Hubble pour le calculer. 

## Groupe de NGC 5859
NGC 5859 est la galaxie la plus vaste et la plus brillante d'un groupe de galaxies qui porte son nom. Selon A. M. Garcia le groupe de NGC 5859 compte six membres. Les cinq autres membres du groupe sont NGC 5857, UGC 9620, UGC 9622 UGC 9672 et UGC 9777.
Abraham Mahtessian mentionne que NGC 5857 et NGC 5859 forment une paire de galaxies et elles sont en interaction gravitationnelle.